# Kommandolinjegrænseflade
En kommandolinjegrænseflade (engelsk: Command-line interface) (CLI) er en mekanisme til at interagere med en computers operativsystem eller programmer ved indtastning af kommandoer til udføre specifikke opgaver.
Denne ren-tekst-grænseflade står i kontrast til brugen af en musemarkør sammen med en grafisk brugergrænseflade (GUI) til at klikke på valgmuligheder og menuer, eller den tekstbaserede brugergrænseflade (TUI) til at vælge mellem valgmuligheder. Denne metode til at give computeren instruktioner om at udføre en arbejdsopgave kaldes at indtaste en kommando. Systemet afventer at brugeren afgiver tekst-kommandoen med et tryk på "Enter"-tasten.
En kommandofortolker modtager, parser og udfører den ønskede brugerkommando.

## kommandofortolker
En kommandofortolker (engelsk: command-line Interpreter, CLI) en samlebetegnelse for en bestemt type af programmer, som er designet til læsning af tekstlinjer indtastet af brugeren og dermed implementere en kommandolinjegrænseflade. De indtastede instruktioner oversættes til programkald eller systemkommandoer.
I Microsoft Windows har der siden 2006 været kommandofortolkeren PowerShell. Den ældre kommandofortolker cmd.exe, der kom med den første Windows NT findes stadig i Windows. Før Windows NT var der operativsystemerne MS-DOS og Windows 9x fra Microsoft og de havde kommandofortolkeren COMMAND.COM.
I Unix og Unix-lignende – f.eks. Linux – findes mange forskellige shells eller skaller, hvor de mest almindelige er C-shell og Bourne-Again-Shell (bash).